# Obieg Ackereta-Kellera
Obieg Ackereta-Kellera – teoretyczny obieg z wielostopniowym rozprężaniem i sprężaniem oraz z pełną regeneracją ciepła. W miarę zwiększania liczby stopni sprężania oraz liczby stopni rozprężania, sprawność takiego obiegu dąży do sprawności obiegu Carnota.

## Literatura
- Damazy Laudyn, Maciej Pawlik, Franciszek Strzelczyk: Elektrownie. Warszawa: Wydawnictwa Naukowo-Techniczne, 1999, 2000. ISBN 83-204-2529-8. Brak numerów stron w książce